# HD 108874
HD 108874 ist ein Gelber Zwerg mit Spektralklasse G5V, der von mindestens zwei Exoplaneten umkreist wird. Er ist rund 200 Lichtjahre entfernt und besitzt eine Masse von rund einer Sonnenmasse.
Seine Begleiter wurden durch Messungen seiner Radialgeschwindigkeit entdeckt. Der innere extrasolare Planet trägt die systematische Bezeichnung HD 108874 b und hat eine Umlaufperiode von knapp 400 Tagen und eine Mindestmasse von rund 1,4 Jupitermassen. Seine Entdeckung wurde von Butler et al. im Jahr 2003 publiziert. Der äußere Begleiter mit der Bezeichnung HD 108874 c benötigt für den Umlauf um den Zentralstern ungefähr 1600 Tage und hat eine geschätzte Mindestmasse von ca. einer Jupitermasse. Die Publikation seiner Entdeckung erfolgte 2005 durch Vogt et al.